# 國立臺東大學附設實驗國民小學
22°45′18″N 121°08′51″E / 22.755078°N 121.147468°E
國立臺東大學附設實驗國民小學（簡稱臺東大學附小）是位於臺東縣臺東市博愛路的公立國民小學，隸屬於臺東大學，創立於1895年，為臺東縣的百年老校之一。

## 歷史
臺東大學附小前身為清治時期臺東直隸州所設立的義學，創建於1895年（光緒二十一年）。同年，清廷因甲午戰爭戰敗，割讓臺灣給日本。日人領臺後，於1897年（明治30年）4月7日公告設立「臺東國語傳習所」，在臺東撫墾署設置臨時事務所，然而最初都招收不到學生，而後接收了張之遠書房的學生38人，在同年9月6日開始授課，並以馬蘭拗街的臺東天后宮為臨時校舍；同年5月18日，設置馬蘭社、卑南社分教場。1897年3月26日，設置奇萊分教場。1900年9月1日，設置璞石閣、太巴塱分教場。1901年4月15日設置太麻里、知本、公埔分教場；同年7月11日，在蓮鄉古魯社設置太魯閣分教場。1902年10月12日，在廣鄉成廣澳庄設置成廣澳分教場。1900年6月28日，學校遷至卑南街一丁目（今臺東縣政府旁九龍金贊大廈處）。1905年（明治38年）改制為「臺東公學校」。1941年（昭和16年）4月1日，改制並更名為「臺東寶國民學校」。　　 
第二次世界大戰日本戰敗後，國民政府接收臺灣。本校於1945年（民國34年）改名為「臺東縣立文化國民學校」。1947年（民國36年）8月，改隸屬於臺灣省立臺東師範學校，校名亦改為「臺灣省立臺東師範學校附屬小學」。1965年（民國54年）6月8日，校舍毀於黛娜颱風，學校因而改在現址重建。1968年（民國57年）3月，配合師範學校升格師專而改名為「臺灣省立臺東師範專科學校附屬小學」。1983年（民國72年）8月，再改名為「臺灣省立臺東師範專科學校附設實驗國民小學」。1987年（民國76年）7月，配合師專升格師範學院而改名為「臺灣省立臺東師範學院附設實驗國民小學」。1991年（民國80年）7月，配合師範學院升格國立而改名為「國立臺東師範學院附設實驗國民小學」。2003年（民國92年）8月1日，配合師範學院升格大學而改名為「國立臺東大學附設實驗國民小學」。

## 歷任校長
歷任校長如下：
- 陳萍：1948-1951年
- 趙華炳：1951-1955年
- 趙壽珍：1955-1971年
- 姜明芸：1971-1974年
- 沈文福：1974-1990年
- 任晟蓀：1990-1993年
- 詹卓穎：1993-1997年
- 楊荊生：1997-2000年
- 汪履維：2000-2008年
- 鄭燿男：2008-2009年
- 章勝傑：2009-2010年
- 黃秀雲：2010-2014年
- 何錦尚：2014-2020年
- 黃雪萍：2020年迄今

## 知名校友
知名校友如下：:26
- 鄭烈：前臺東縣縣長
- 陳建年：前臺東縣縣長、前行政院原住民族委員會主任委員
- 陳明堂：東吳大學法學院兼任副教授，現任法務部政務次長

## 外部連結
- 國立臺東大學附設實驗國民小學